# Alchemilla granvikii
Alchemilla granvikii é uma espécie de rosácea do gênero Alchemilla, pertencente à família Rosaceae.